# Наука в СССР
Наука в СССР (Наука в Советском Союзе) — научные направления, развиваемые учёными из СССР в 1922—1991 годах под идеологическим контролем.
Наука в СССР была одной из отраслей народного хозяйства. В СССР в середине 70-х годов насчитывалось около 1,2 млн научных работников.
Были развиты технические науки и естественнонаучные дисциплины, имелись значительные достижения и в гуманитарных науках. Научные сотрудники работали как в Академии наук СССР, так и в отраслевых и республиканских академиях в различных предприятиях Министерств. Благодаря высокоразвитой науке (6—7 место в мире по нобелевским лауреатам, в 1986 году в СССР было более 1,5 млн научных сотрудников, что составляло четверть всех научных работников в мире), на достаточно высоком уровне находились образование и здравоохранение, впервые в мире построенное на научных основах, неоднократно продемонстрировавшее свою эффективность и по многим параметрам считавшееся едва ли не лучшим в мире.
В СССР развивались наукоёмкие отрасли промышленности: ядерная энергетика, авиационная промышленность, космонавтика, вычислительная техника.
7 советских учёных в 1950—1970-х годах стали лауреатами Нобелевской премии по физике, 1 по химии и 1 по экономике.
«Хотя советская наука действительно контролировалась сильнее, чем это могли себе представить критики тоталитаризма, научному сообществу в этих условиях удалось мобилизовать намного больше материально-финансовых ресурсов, чем могли надеяться самые убежденные сторонники академических свобод», — делается вывод в коллективной монографии «Наука и кризисы: Историко-сравнительные очерки» (СПб., 2003).

## Общие сведения
За два года, в 1918—1919 годах в советской России было создано 33 крупных для того времени научно-исследовательских института, в числе которых такие известные, как Центральный аэрогидродинамический институт (ЦАГИ), Физико-технический институт им. А. Ф. Иоффе РАН, Государственный оптический институт (ГОИ), Институт изучения мозга и психической деятельности, Рентгенологический и радиологический институт, Институт по изучению Севера. К 1923 году количество исследовательских институтов в стране достигло 55, а к 1927 году их стало более 90.
В первые годы существования СССР абсолютное большинство научных институтов были ведомственными, то есть находились вне Академии наук СССР. В 1933 году к Академии наук относилось 56 научных учреждений (1802 работника), а ведомственных научных учреждений (научно-исследовательских институтов и филиалов) было 972 (в них было 75260 научных работников).
По числу публикаций (в тысячах штук; это общепринятый критерий в науковедении) по естественнонаучной тематике за период с 1981 по 1985 год, за конец советской эры, СССР находится на четвёртом месте, опережая по числу публикаций все европейские страны, кроме Великобритании и ФРГ, да и от тех отставал не на много. Данная оценка приведена «Ассоциацией участников научной и инновационной деятельности „СибАкадемИнновация“» со ссылкой на Институт научной информации (США).
В 1922/23 учебном году в СССР насчитывалось 248 вузов (216,7 тыс. студентов).
В 1931/32 учебному году, количество вузов в СССР достигло 701 (405,9 тыс. студентов).
В 1940/41 учебном году в вузах СССР обучалось 811,7 тыс. студентов.

В 1970 в СССР было 805 вузов (4580 тыс. студентов).

В том числе в РСФСР — 457 (2671 тыс.), УССР — 138 (806,6 тыс.), БССР — 28 (140,1 тыс.), Узбекской ССР — 38 (232,9 тыс.), Казахской ССР — 44 (198,9 тыс.), Грузинской ССР — 18 (89,3 тыс.), Азербайджанской ССР — 13 (100,1 тыс.), Литовской ССР — 12 (57,0 тыс.), Молдавской ССР — 8 (44,8 тыс.), Латвийской ССР — 10 (40,8 тыс.), Киргизской ССР — 9 (48,4 тыс.), Таджикской ССР — 7 (44,5 тыс.), Армянской ССР — 12 (54,4 тыс.), Туркменской ССР — 5 (29,1 тыс.), Эстонской ССР — 6 (22,1 тыс.). Сеть вузов включала: 51 университет, 201 отраслевой вуз промышленности и строительства, 37 — транспорта и связи, 98 — сельского хозяйства, 50 — экономики и права, 99 — здравоохранения и физической культуры, 216 — просвещения и культуры, 53 — искусства и кинематографии.
На начало 1975/76 уч. г. в СССР насчитывалось 856 вузов.
Численность аспирантов за 1960—75 увеличилась в 2,6 раза. В СССР к 1976 году было подготовлено свыше 12 млн специалистов с высшим образованием.
С 1960 по 1975 численность всех научных работников увеличилась в 3,5 раза, численность работников с учёной степенью кандидата или доктора наук — в 3,3 раза.
Развитие НТП СССР сопровождается ростом расходов на науку из государственного бюджета и других источников. Они составили (в млрд. руб.) 0,3 — в 1940, 6,9 — в 1965, 11,2 — в 1970, 17,4 — в 1975.
В 1975 по сравнению с 1940 количество ежегодно поступающих изобретений и рационализаторских предложений возросло с 591 тыс. до 5113 тыс., из них внедрённых с 202 тыс. до 3977 тыс..
На начало 1976 года доля лиц с высшим образованием составила 9 %, а с высшим и средним (полным и неполным) — 77 % всего занятого населения (в 1939 соответственно — 1 % и 12 %).
В 1913 имелось 11,6 тыс. научных работников, к 1975 численность научных работников выросла более чем в 100 раз.
Темпы роста численности научных работников более чем в 2 раза превышали темпы роста численности рабочих и служащих.
Число научных работников в СССР в 1975 составляло 1/4 часть научных работников мира.
Благодаря потеплению в отношениях СССР с Западом в 1970-е, приоткрывается "железный занавес", советские исследователи для большего выезжают на Запад. 
По оценке академика Евгения Каблова (2009), президента Ассоциации государственных научных центров, наука и экономика России в последние десятилетия жили в основном за счёт научного задела, созданного ещё в советское время. Д-р ист. наук А.В. Гордон считает, что, «заняв нигилистическую позицию по отношению к предшественникам, постсоветская наука оказалась дискредитированной внутри страны, о чем навязчиво свидетельствует поощряемый СМИ натиск дилетантства».

### Идеологический контроль
В советской науке существовал идеологический контроль. Исследователи должны были считаться с идеологическими установками государства, даже если они не были точно сформулированы: «каждый знал, что „так можно, а так нельзя“, эти правила господствовали над сознанием и подсознанием каждого». Проф. ВШЭ Юрий Зарецкий указывает на "“железный занавес”, на десятилетия изолировавший гуманитарную мысль в СССР от мировой".
Британский историк Д. Ливен отмечал, что «историки в Советском Союзе находились под постоянным и суровым прессингом власти, поэтому вдвойне удивительно, как много хороших работ было там написано».
В своих мемуарах о том контроле упоминал историк Р.Ш. Ганелин.

## Философия в СССР

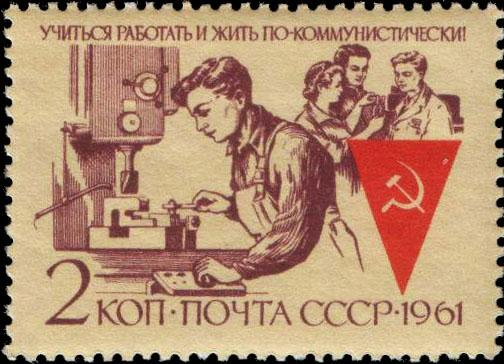
Марка СССР со слоганом: «Учиться работать и жить по-коммунистически!»

С постановлением ЦК ВКП(б) от ноября 1938 года «О постановке партийной пропаганды в связи с выпуском „Краткого курса истории ВКП(б)“», началось формирование единой системы философско-политического образования.
До Великой Отечественной войны были разработаны и утверждены программы по диалектическому и историческому материализму, заново созданы философские факультеты вузов, во многих институтах организованы кафедры диалектического и исторического материализма.
В 1948 году в СССР в философской сфере насчитывалось 4836 преподавателей, 125 профессоров, в том числе 44 доктора наук, 75,6 % преподавателей не имели учёных степеней. В вузах СССР действовала 41 кафедра философии, диалектического и исторического материализма. Как правило, такие кафедры создавались в университетах.
Профессиональные занятия философией были сосредоточены в академическом Институте философии, на философских факультетах Московского, Ленинградского, Свердловского и других крупных университетов. Важную роль в координации научных исследований играл Институт марксизма-ленинизма. Философская наука состояла под административным и политическим контролем Управления пропаганды и агитации ЦК ВКП(б) и других партийных органов.
Ведущими советскими философскими журналами были «Под Знаменем Марксизма» (1922—1944) и «Вопросы философии» (с 1947 года). Позднее появился всесоюзный журнал «Философские науки». Большое значение имело издание пятитомной «Философской энциклопедии» в 1960-е годы и однотомного «Философского энциклопедического словаря» в 1980-е годы.

## Медицина
В СССР была доступная всем жителям страны бесплатная медицина. Была внедрена система Семашко, на ее основе была создана Модель Бевериджа в Великобритании, Италии и других странах.
Благодаря успехам послевоенной медицины к середине 60-х годов, СССР удалось практически ликвидировать своё отставание в продолжительности жизни, которая вплоть до Второй мировой войны оставалась в СССР значительно ниже уровня западных стран
- Медицина (издательство)

## Химия
В 1934 году была опубликована монография советского химика Н. Н. Семёнова «Химическая кинетика и цепные реакции». Дальнейшие работы Семёнова над теорией цепных реакций были отмечены в 1956 году Нобелевской премией по химии.
В СССР, начиная с 1960-х годов, в ОИЯИ были получены 104, 105, 106, 107, 108 элементы таблицы Менделеева. Здесь же были синтезированы впервые сверхтяжелые элементы с атомными номерами со 112 по 117 и самый тяжелый на сегодня 118-й элемент.

## Биология в СССР
Выдающихся успехов достигла к 30-м годам отечественная биология, но на её долю выпали и тяжелейшие испытания. В агрономии добились больших успехов школы Д. Н. Прянишникова и Н. М. Тулайкова. В отечественной генетике работали выдающиеся учёные Н. К. Кольцов (возглавлял институт экспериментальной биологии), А. С. Серебровский, М. М. Завадовский, С. С. Четвериков. Н. И. Вавилов организовал сбор по всему миру образцов семян дикорастущих и культивируемых растений, чтобы использовать их в условиях СССР. Он доказал, что в прошлом на Земле существовало несколько основных центров происхождения культурных растений. Вавилов объездил с экспедициями страны Средиземноморья, Китай, Корею и Японию, Афганистан, Аравийские пустыни, Палестину и Иорданию, Эфиопию, многие страны Латинской Америки. Созданная им коллекция семян насчитывала 250 тысяч образцов. В 1929 году в возрасте 42 лет он стал самым молодым академиком АН СССР.
В это же время начал свою научную карьеру Т. Д. Лысенко. Как агроном Трофим Лысенко предложил и пропагандировал ряд агротехнических приёмов (яровизация, чеканка хлопчатника, летние посадки картофеля). С именем Лысенко связана кампания гонений против учёных-генетиков, а также против его оппонентов, не признававших «мичуринскую генетику».

## История в СССР
Александр Владимирович Гордон замечал про "железный занавес", идеологический, опустившийся на советскую историческую науку еще в начале 1930-х.
Как отмечала Н. Хачатурян, история культуры и сознания "на какое-то время стала ведущей областью в процессе обновления отечественной науки к середине 1970-х гг., получив подкрепление в сфере политической и социальной истории. Знаком этого процесса стала открытость отечественного знания мировой исторической и философской мысли".

## Лингвистика в СССР
Советское языкознание было представлено множеством школ и направлений, однако официально позиционировалось как опирающееся на единую марксистско-ленинскую методологию. Для многих советских лингвистов был характерен социологизм, материалистическое понимание явлений языка и общения, а также историзм в подходе к языку. В 1920—1940-е годы в советском языкознании доминировала псевдонаучная теория Н. Я. Марра (1864—1934), который утверждал, что язык является инструментом классового господства и что структура языка определяется экономической структурой общества.
Одной из существенных особенностей лингвистики в СССР была взаимосвязь теории языка и практики языкового строительства: создания алфавитов для бесписьменных языков (особенно в 1920-е годы), реформирования алфавитов, в том числе русского, разработки орфографических и пунктуационных правил, выпуска нормативных словарей (Словарь Ушакова, Словарь Ожегова, ССРЛЯ, МАС), грамматик (Русская грамматика), справочников (Лингвистический энциклопедический словарь) и др. Это способствовало созданию работ, посвящённых теории формирования литературных языков, принципам установления языковых норм, стимулировало развитие лексикографии и фонологических теорий. Разрабатывались также научные принципы обучения русскому языку нерусскоговорящих учащихся.
Основными исследовательскими центрами в области языкознания на протяжении большей части советского периода являлись Институт языкознания АН СССР (Москва; филиал в Ленинграде) и Институт русского языка АН СССР (Москва). Ведущим научным журналом с 1952 года были «Вопросы языкознания».

### Славистика
- В. А. Богородицкий
- В. И. Борковский
- В. В. Виноградов
- Ф. П. Филин
- Р. И. Аванесов
- Б. А. Успенский и др.

### Тюркология
- В. А. Богородицкий
- С. Е. Малов
- А. Н. Кононов
- Н. А. Баскаков
- Н. К. Дмитриев и др.

## Физика
В 1924 году А. Ф. Иоффе открыл явление повышения прочности кристаллов при сглаживании их поверхности, получившее название эффекта Иоффе.
В 1928 году советские учёные Л. И. Мандельштам и Г. С. Ландсберг открыли явление комбинационного рассеяния света на кристаллах.
В 1934 году было обнаружено явление, получившее название «Эффекта Вавилова — Черенкова». Теоретическое объяснение явления было дано советскими учёными И. Е. Таммом и И. М. Франком в 1937 году. За открытие и истолкование этого явления П. А. Черенков, И. Е. Тамм и И. М. Франк в 1958 году были удостоены Нобелевской премии по физике.
В 1934 году советский физик П. Л. Капица создал относительно новую технологию достижения криогенных температур на базе турбодетандера.
В 1937 году в СССР был создан первый в Европе циклотрон.
В 1938 году П. Л. Капица открыл явление сверхтекучести гелия. В 1978 году «за фундаментальные изобретения и открытия в области физики низких температур» ему была присуждена Нобелевская премия по физике.
В 1941 году советский физик-теоретик Л. Д. Ландау дал объяснение явлению сверхтекучести.
В 1950-51 годах советскими физиками была предложена теоретическая возможность удержания плазмы в магнитном поле, а в 1954 году в СССР был построен первый токамак (Тороидальная камера с магнитными катушками).

### Ядерная физика
В 1940 К. А. Петржак и Г. Н. Флёров открыли спонтанное деление ядер.

## Кибернетика

Малая электронная счётная машина МЭСМ, начало 1950-х.

В 1948 году постановлением Совета Министров СССР создан Институт точной механики и вычислительной техники (ИТМ и ВТ) АН СССР, в том же году создано Специальное конструкторское бюро № 245 (СКБ-245), задачей которого стала разработка и обеспечение изготовления средств вычислительной техники для систем управления оборонными объектами. В том же году Патентным бюро госкомитета Совета министров СССР по внедрению передовой техники в народное хозяйство было зарегистрировано изобретение Б. И. Рамеевым и И. С. Бруком цифровой электронной вычислительной машины.
В начале 50-х годов в советской научной, научно-популярной и партийной печати появилось несколько критических статей о кибернетике, а в «Философский словарь» 1954 года издания попала характеристика кибернетики как «реакционной лженауки». Тем не менее, вычислительная техника в СССР стремительно развивалась — в 1950 году заработала МЭСМ (Малая электронная счётная машина), а в 1952 году — БЭСМ-1. В 1950—1951 годах была разработана ЭВМ М-1, в 1953 году началось серийное производство ЭВМ «Стрела». Статья С. Л. Соболева, А. И. Китова и А. А. Ляпунова «Основные черты кибернетики», напечатанная в 1955 году в журнале «Вопросы философии», фактически реабилитировала кибернетику.
В 1955 году был принят на вооружение комплекс ПВО С-25 Беркут, в котором применялась обработка данных от радиолокаторов и управление ракетами с применением счётно-решающего устройства. В 1956 году была опубликована монография А. И. Китова «Электронные цифровые машины», послужившая толчком к популяризации данного направления в широких научных кругах. В это же время началось издание научно-популярной литературы. В 1958 году на базе Лаборатории управляющих машин и систем (ЛУМС) АН СССР был организован Институт электронных управляющих машин (ИНЭУМ) АН СССР, в числе задач которого была и разработка систем автоматизации производства и АСУ ТП.
В ноябре 1956 года по инициативе Л. П. Крайзмера Советом Ленинградского дома учёных имени М. Горького была создана Секция кибернетики, которая стала первой общественной организацией страны в области пропаганды полезности данного направления. Проект Китова о необходимости создания единой системы управления народным хозяйством СССР и Вооружёнными Силами страны на основе повсеместного использования ЭВМ и экономико-математических методов был отклонён, а сам Китов исключён из партии и снят с должности начальника созданного им ВЦ-1 МО СССР. Однако идеи и предложения Китова оказали серьёзное влияние на последующие предложения по ЕГСВЦ (1964 г.) и Общегосударственной автоматизированной системе (ОГАС, 1980) и легли в их основу (проект ЕГСВЦ так и не был одобрен к реализации).
В 1962 году вышла книга А. Ивахненко «Техническая кибернетика. Системы автоматического управления с приспособлением характеристик», в 1965 году вышел перевод на русский язык книги Ф. Розенблатта «Принципы нейродинамики», в которой формулировалось применение кибернетики для создания нейросетей.
В 1970-е годы в стране внедряются системы управления (АСУ) организациями и предприятиями (АСУП), технологическими процессами (АСУ ТП) на производствах с применением ЧПУ, масштабные сети учёта билетно-кассовых операций на транспорте «Сирена» и «Экспресс». В 1973—1974 годах была издана «Энциклопедия кибернетики». В середине 1970-х годов компьютерное моделирование применялось для прогнозирования возможности возникновения эпидемий инфекционных болезней и разработки противоэпидемических мероприятий. Машинные расчёты траекторий космических аппаратов применялись в международном космическом проекте «Союз — Аполлон».
В 1974 году при ленинградском Физико-техническом институте им. А. Ф. Иоффе (ФТИ) был создан отдел "Ленинградский вычислительный центр (ЛВЦ) АН СССР". В 1982 году в Москве был создан институт ВНИИПАС как проектный центр Академсети, а ЛНИВЦ в 1985 году был преобразован в самостоятельный институт ЛИИАН. Концепция «кибернетики» заменяется концепцией «информатики».
Продолжилось проникновение кибернетики в культуру — упоминания ЭВМ появились в советской фантастической литературе (у братьев Стругацких и др.), в популярных художественных фильмах «Служебный роман» и «Самая обаятельная и привлекательная». Появились персональные компьютеры советского и болгарского производства, в том числе в быту советских граждан. 
С 1992 года началось массовое проникновением в распавшийся СССР ЭВМ западного производства.

## Социология в СССР
В 1918 году по инициативе Александра Ловягина создан Социо-Библиологический институт, основными задачами которого стали учёт изданий по «строительству новой жизни в обновлённой России», выпуск изданий, популяризирующих социологию, сбор социологической литературы и проведение публичных профильных лекций. С 1919 по 1921 год ведущую роль в работе института играли Питирим Сорокин с соратниками, благодаря чему институт стал центром разработки методологии и преподавания социологии. В 1921 году институт был закрыт.
Возрождение социологии началось в 1956—1958 годах с участия советских учёных в международных конференциях по социологии и основания советской социологической ассоциации и приобрело заметный масштаб в 1960-е годы.

## Статистикав СССР
см. Статистические методы